# 철벽선생
《철벽선생》(일본어 원제: センセイ君主, 선생군주)은 코다 모모코의 만화이다. 교사와 학생의 연애를 코미컬하게 그린, 러브 코미디이다.
2013년에 VOMIC화됐으며 2018년에 실사 영화가 개봉됐다.

## 줄거리
어찌할 수 없을만큼 바보에다가 단순하지만 순진하며 무엇이라도 열심히 하는 여고생 사마루 아유하는 어느날 담임 선생님이 급히 입원을 해서 대리 교사로 온 꽃미남 철벽난 교사인 히로미츠 요시타카 선생에게 사랑에 빠져버린다. 하지만, 아유의 맹렬한 공격에도 히로미츠 선생은 냉정한 태도를 취한다.

## 등장 인물
| 역할                         | 성우(라디오 드라마) | 배우(실사 영화) |
| ---------------------------- | ------------------- | --------------- |
| 사마루 아유하 (佐丸 あゆは   | 오오쿠보 루미       | 하마베 미나미   |
| 히로미츠 요시타카 (弘光由貴) | 스와베 준이치       | 타케우치 료마   |
| 사와다 코타케 (澤田虎竹)     | 아베 아츠시         | 사토 타이키     |
| 마츠모토 무기 (松本麦)       | 빈칸                | 빈칸            |

## 영화
2018년 8월 1일에 개봉됐으며, 주제가로는 트와이스의 〈I WANT YOU BACK〉이 사용됐다.

### 캐스트
- 히로미츠 요시타카(弘光由貴) 역 : 타케우치 료마[3]
- 사마루 아유하(佐丸 あゆは) 역 : 하마베 미나미[3]
- 사와다 코타케(澤田虎竹) 역 : 사토 타이키[5]
- 나카무라 아오이(中村葵) 역 : 카와에이 리나[5]
- 나카무라 아오이의 남자친구 역 : 야모토 유마[6]
- 시노(詩乃) 역 : 사소 유키[6]
- 사이몬 슈카(柴門秋香) 역 : 신카와 유아[5]
- 카호(夏穂)[a] 역 : 후쿠모토 리코[5]

### 내용주
1. ↑  원작에는 등장하지 않는 영화 오리지널 캐릭터이다.

### 참조주
1. ↑  “幸田もも子新連載で「ヒロイン失格」弘光の兄が先生に” [코다 모모코 신연재로 “히로인 실격” 히로미츠의 형이 선생으로]. 《코믹 나탈리》. 주식회사 나타샤. 2013년 7월 13일. 2015년 9월 13일에 확인함.
2. ↑  “「センセイ君主」約4年の連載に幕、馬鹿正直なJKと高校教師のラブストーリー” [“선생군주” 약 4년의 연재에 끝, 고지식한 JK와 고등학교 교사의 러브 스토리]. 《코믹 나탈리》. 주식회사 나타샤. 2017년 6월 13일. 2017년 6월 13일에 확인함.
3. 1 2 3  “竹内涼真×浜辺美波で「センセイ君主」映画化、監督は「キミスイ」の月川翔” [타케우치 료마×하마베 미나미로 “선생군주” 영화화, 감독은 “너의 췌장”의 츠키카와 쇼]. 《영화 나탈리》 (일본어). 주식회사 나타샤. 2018년 1월 8일. 2018년 1월 8일에 확인함.
4. ↑  《2018年興行収入10億円以上番組》 [2018년 흥행수익 10억엔 이상 방송] (PDF) (일본어), 일본 영화 제작자 연맹 2018, 2019년 2월 11일에 확인함
5. 1 2 3 4  “竹内涼真×浜辺美波「センセイ君主」追加キャストに佐藤大樹、川栄李奈、新川優愛ら” [타케우치 료마×하마베 미나미 “선생군주” 추가 캐스팅에 사토 타이키, 카와에이 리나, 신카와 유아 등등]. 《영화 나탈리》 (일본어) (나타샤). 2018년 3월 19일. 2018년 3월 19일에 확인함.
6. 1 2  영화 “선생군주” 공식 [senseikunshu_m] (2018년 4월 15일). “追加キャスト発表 佐生雪さん 矢本悠馬さん” [추가 캐스팅 발표: 사소 유키, 야모토 유마] (트윗). 2018년 8월 17일에 확인함.